# Pacto da Liga das Nações
O Pacto da Liga das Nações foi a carta da Liga das Nações. Foi assinado em 28 de junho de 1919 como Parte I do Tratado de Versalhes e entrou em vigor juntamente com o restante do Tratado em 10 de janeiro de 1920.

## Origem
Os primeiros planos para o nascimento da Liga das Nações datam do final da Primeira Guerra Mundial. Na Conferência de Paz de Paris, em 1919, foi criada uma comissão, encarregada de elaborar uma proposta, cujos membros eram:
- Estados Unidos: Presidente Woodrow Wilson (Presidente do Comitê) e Coronel House;
- Reino Unido: Robert Cecil e Cecil Hurst;
- França: Léon Bourgeois e Ferdinando Larnaude;
- Itália: o primeiro-ministro Vittorio Emanuele Orlando e Vittorio Scialoja;
- Japão: Ministro das Relações Exteriores Makino Nobuaki e Chinda Sutemi;
- Bélgica: Ministro das Relações Exteriores Paul Hymans;
- República da China: Wellington Koo;
- Portugal: Batalha Jayme Reis;
- Sérvia: Milenko Radomar Vesnitch.

Mais tarde, representantes da Tchecoslováquia, Grécia, Polônia e Romênia se juntaram.
O grupo revisou um rascunho preliminar apresentado por Hurst e pelo conselheiro do presidente Wilson, David Hunter Miller. O grupo se reuniu dez vezes e em 11 de abril de 1919, aprovou o projeto Hurst-Miller, fazendo apenas algumas pequenas alterações.
A Liga seria constituída por uma Assembléia Geral representando todos os Estados membros, por um Conselho Executivo com um número limitado de grandes poderes e por uma Secretaria permanente. Os Estados membros eram obrigados a "respeitar e preservar contra agressões externas" a integridade territorial de outros membros e proceder ao desarmamento "no ponto mais baixo compatível com a segurança nacional". Todos os estados seriam obrigados a apresentar queixas de arbitragem antes de declarar guerra. Finalmente, o Conselho de Administração teria previsto a criação de um Tribunal Permanente de Justiça Internacional para julgar quaisquer disputas entre os Estados.
Este projeto de convenção, no entanto, levantou grandes objeções da França e do Japão. Em particular, a França teria gostado da constituição de um exército internacional para fazer cumprir as decisões da Liga das Nações, mas esta proposta encontrou a hostilidade dos britânicos, preocupados que tal exército pudesse ser dominado pelos franceses, e dos americanos, que eles queriam evitar se envolver em guerras não declaradas pelo Congresso.

## Entrada em vigor
O tratado entrou em vigor em 10 de janeiro de 1920. Posteriormente, em 1924, foram feitas alterações nos artigos 4, 6, 12, 13 e 15. Existem muitas disposições semelhantes às que serão posteriormente incluídas na Carta das Nações Unidas.

## Artigo X

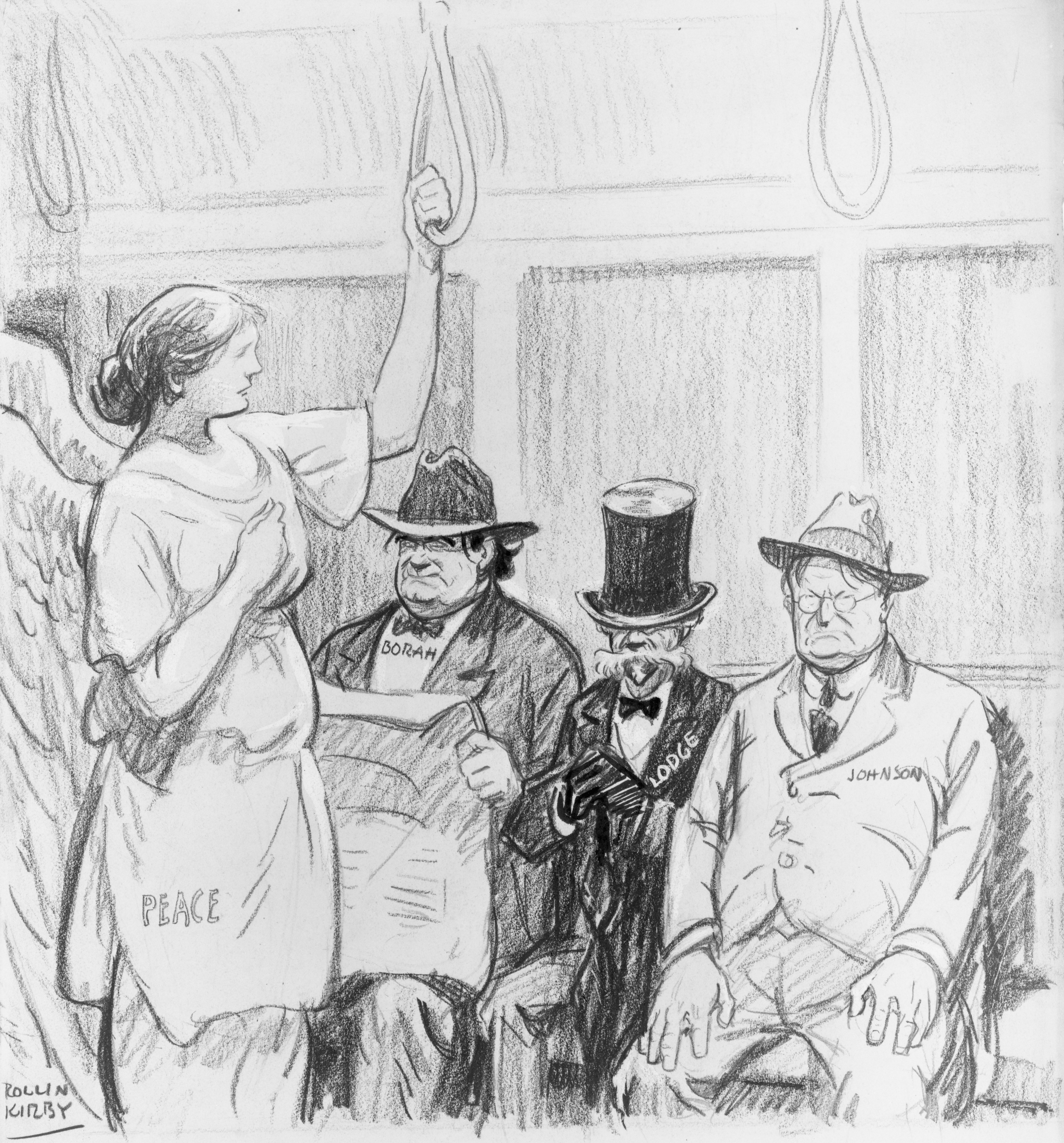
Cartoon mostrando Senadores Lodge, Borah e Hiram Johnson bloqueando a paz

O Artigo X do Pacto da Liga das Nações obrigava os membros da Liga "a respeitar e preservar contra agressões externas a integridade territorial e a independência política existente de todos os membros da Liga". Notou-se que um membro da Liga das Nações não era obrigado a ajudar um colega no combate aos secessionistas internos, mas também significava que nenhum país deveria prestar assistência a tais rebeldes. Também foi entendido que se qualquer membro da Liga das Nações fosse derrotado durante uma guerra agressiva, o Covenant não protegeria esse membro derrotado contra a consequência de uma perda de território e independência política.
O presidente dos EUA, Woodrow Wilson, havia garantido sua proposta de se tornar parte da Liga das Nações na versão final do Tratado de Versalhes, mas o Senado dos Estados Unidos se recusou a consentir na ratificação do Tratado. Para muitos republicanos no Senado, o Artigo X era a disposição mais censurável. Suas objeções se baseavam no fato de que, ao ratificar tal documento, os Estados Unidos estariam obrigados por um contrato internacional a defender um membro da Liga das Nações caso fosse atacado. Henry Cabot Lodge, de Massachusetts, e Frank B. Brandegee, de Connecticut, lideraram a luta no Senado dos EUA contra a ratificação, acreditando que era melhor não se envolver em conflitos internacionais. Conforme a Constituição dos Estados Unidos, o Presidente dos Estados Unidos não pode ratificar um tratado a menos que o Senado, por dois terços dos votos, dê seu conselho e consentimento. De fato, a intenção do Artigo X era preservar o equilíbrio de poder ao impedir que um país invadisse outro (por exemplo, Alemanha invadindo Bélgica e França); não tirou o direito dos Estados Unidos de fazer a guerra.